# Gus Zernial
Gus Edward "Ozark Ike" Zernial, né le 27 juin 1923 à Beaumont (Texas) et décédé le 20 janvier 2011 à Clovis (Californie), est un joueur américain de baseball évoluant en Ligue majeure de baseball de 1949 à 1959.
Il compte une sélection au match des étoiles de la Ligue majeure de baseball en 1953.

## Carrière
Gus Zernial évolue dans la Pacific Coast League en Ligue mineure de baseball de 1946 à 1948 puis fait ses débuts en Ligue majeure de baseball en avril 1949 pour les White Sox de Chicago. Après avoir frappé 29 circuits en 1950 et avoir été le premier joueur à frapper 4 coups de circuits en saison régulière en octobre, il est échangé chez les Philadelphia Athletics contre Minnie Miñoso.
En 1951, Zernial mène la Ligue américaine en coups de circuits, points produits et assistances en défense. L'année suivante, il frappe 29 circuits pour 100 points produits, puis 42 circuits et 108 points produits en 1953, devenant l'un des frappeurs les plus puissants des années 1950. Il est sélectionné au match des étoiles de la Ligue majeure de baseball en 1953, l'une de ses saisons les plus abouties.
En 1954, les Athletics déménagent à Kansas City et Zernial y reste jusqu'en 1957. Zernial se fracture la clavicule pour la deuxième fois sur des plongeons d'attrapé de volée en champ extérieur.
En 1958, il rejoint les Tigers de Detroit où il frappe quinze coups sûrs en tant que frappeur suppléant, un record en Ligue américaine. Il arrête sa carrière en septembre 1959 après 11 années en Ligue majeure.
Il est élu au Philadelphia Wall of Fame en 2000.
En juin 2003, Zernial et Eddie Joost sont salués lors des premiers matchs inter-ligues entre les Philadelphia Phillies et les Oakland Athletics.
Il meurt à l'âge de 87 ans en janvier 2011, des suites d'un cancer.

## Statistiques
| Saison | Équipe     | G     | AB    | R   | H     | 2B  | 3B | HR  | RBI | SB | BB  | SO  | BA   | OBP  | SLG  |
| ------ | ---------- | ----- | ----- | --- | ----- | --- | -- | --- | --- | -- | --- | --- | ---- | ---- | ---- |
| 1949   | CHW        | 73    | 198   | 29  | 63    | 17  | 2  | 5   | 38  | 0  | 15  | 26  | .318 | .366 | .500 |
| 1950   | CHW        | 143   | 543   | 75  | 152   | 16  | 4  | 29  | 93  | 0  | 38  | 110 | .280 | .330 | .484 |
| 1951   | CHW et PHA | 143   | 571   | 92  | 153   | 30  | 5  | 33  | 129 | 2  | 63  | 101 | .268 | .345 | .511 |
| 1952   | PHA        | 145   | 549   | 76  | 144   | 15  | 1  | 29  | 100 | 5  | 10  | 87  | .262 | .347 | .452 |
| 1953   | PHA        | 147   | 556   | 85  | 158   | 21  | 3  | 42  | 108 | 4  | 57  | 79  | .284 | .355 | .559 |
| 1954   | PHA        | 97    | 336   | 42  | 84    | 8   | 2  | 14  | 62  | 0  | 3   | 60  | .250 | .316 | .411 |
| 1955   | KCA        | 120   | 413   | 62  | 105   | 9   | 3  | 30  | 84  | 1  | 30  | 90  | .254 | .304 | .508 |
| 1956   | KCA        | 109   | 272   | 36  | 61    | 12  | 0  | 16  | 44  | 2  | 33  | 66  | .224 | .315 | .445 |
| 1957   | KCA        | 131   | 437   | 56  | 103   | 20  | 1  | 27  | 69  | 1  | 34  | 84  | .236 | 290  | .471 |
| 1958   | DET        | 66    | 124   | 8   | 40    | 7   | 1  | 5   | 23  | 0  | 6   | 25  | .323 | .351 | .516 |
| 1959   | DET        | 60    | 132   | 11  | 30    | 4   | 0  | 7   | 26  | 0  | 7   | 27  | .227 | .262 | .417 |
| Totaux | 11 ans     | 1 234 | 4 131 | 572 | 1 093 | 159 | 22 | 237 | 776 | 15 | 383 | 755 | .265 | .329 | .486 |